# Delaine Le Bas
Delaine Le Bas (* 17. Juli 1965 in Worthing) ist eine britische Malerin, Mixed-Media-Künstlerin, Collagenkünstlerin, Kostümbildnerin und Stickerin.

## Leben
Delaine Le Bas wurde 1965 in Worthing in eine große Roma-Gemeinschaft geboren. Ihre frühen Jahre verlebte sie in Wohnwagen und Trailern. Als älteste von fünf Geschwistern schloss sie als einzige die Schule ab. Einen prägenden Einfluss auf ihre künstlerische Entwicklung hatte ihr Großonkel Eddie, mit dem sie in ihrer Kindheit viel Zeit verbrachte. Er zeichnete mit ihr, unternahm gemeinsame Ausflüge nach Brighton zu Buch- und Second-Hand-Läden und sie kauften Vintage-Kleidung. Delaine Le Bas war schon früh politisch interessiert, schloss sich mit dreizehn Jahren der Kampagne für nukleare Abrüstung an und war ein großer Fan von Punkbands wie X-Ray Spex. Von 1981 bis 1986 studierte sie das Fach Textil am West Sussex College of Art & Design in Worthing. Während dieser Zeit lernte sie Damian Le Bas (1963–2017) kennen. Das Paar heiratete im Winter 1984, ihr Sohn Damian James Le Bas kam im Mai 1985 zur Welt. Als ihr Mann für die Zeit von 1985 bis 1987 einen Studienplatz am Royal College of Art erhielt, ging er nach London. Mit ihrem eigenen Studienbeginn an der Saint Martins School of Art (heute Central Saint Martins College of Art and Design) 1986 zog Delaine Le Bas ebenfalls nach London. Das Studium im Studiengang Mode und Textilien schloss sie 1988 mit einem Master of Arts ab. Danach wurde sie als praktizierende Künstlerin tätig. Mit ihrem Mann bezog Delaine Le Bas im Jahr 2000 ein Haus in Worthing. Sie arbeitet an ihren Projekten zuhause und in ihrem Garten.

## Werk
Im Mittelpunkt der Kunst von Delaine Le Bas steht ihr Roma-Hintergrund. Neben politischen Themen behandelt sie auch solche mit persönlichem Bezug, wie Feminismus, Stereotypen, eigene Identität, Rassismus und gesellschaftliche Ausgrenzung von Personengruppen, die als „die Anderen“ wahrgenommen werden. Sie arbeitet interdisziplinär. Ihre Werke umfassen Medieninstallation, Performances, Zeichnungen, Fotografien und Filme sowie Installationen und Skulpturen, die sie mit Malerei, Zeichnung, Texten, Stickereien, Textilien und Kleidung kombiniert. Sie untersucht die kulturelle, symbolische und identifikatorische Dimension von Kleidung und Textilien in Bezug auf Stereotype und Politik. Kostüme bilden einen wichtigen Bestandteil ihrer performativen Arbeiten und von ihr bestickte, handbemalte und verzierte Stoffe stehen im Zentrum ihrer großen, detailreichen Installationen. Oft verwendet sie für ihre Werke vor Ort vorgefundenes und gesammeltes Material.
Ab 1990 konzentrierte Delaine Le Bas sich auf die Bildgestaltung und fertigte große Collagen und Collagenbücher, in die sie ihre Familiengeschichten und Fotografien einfließen ließ. Mit ihrem Ehemann, 2017 verstorben, arbeitete Delaine Le Bas an ihren Installationen Safe European House? und den Projekten Gypsy Revolution und Gypsy DaDa. Im Jahr 2015 schuf sie Romani Embassy und schrieb mit ihrem Sohn, dem Schriftsteller Damian James Le Bas, Performance-Textwerke. 2017 produzierte sie mit ihrem Mann die Bühnenkunstwerke und Kostüme für die Aufführungen Roma Armee und 2019 nach seinem Tod allein für Rewitching Europe am Maxim Gorki Theater in Berlin. Im Auftrag des Gorki Theaters kreierte sie die Installation und Performance Witch Hunt III und die Skulptur Goddess Temple für den 4. Berliner Herbstsalon DE-HEIMATIZE IT! 2019.
Neben der Arbeit an eigenen Werken arbeitete Delaine Le Bas mit ihrem Mann an mehreren Projekten und kuratiert Ausstellungen in ganz Europa. 2018 kuratierte sie die erste Roma-Biennale COME OUT NOW! und war Co-Kuratorin bei 198 Contemporary Arts & Learning in London. 2024 war sie für den Turner Prize nominiert.

## Ausstellungen (Auswahl)
- 2024: Ausstellung Turner Prize. Tate Britain, London
- 2024: Delainia: 17071965 Unfolding. Glasgow International Festival[9]
- 2023: Incipit vita nova. Wiener Secession
- 2023: The House of Le Bas. Whitechapel Art Gallery, London
- 2022: Radical Landscapes. Tate Liverpool
- 2022: Beware of linguistic engineering, 2019: Witch Hunt III. Installation und Performance, 4. Herbstsalon DE-HEIMATIZE IT!, 2017: Herbstsalon, Maxim Gorki Theater, Berlin
- 2021: We are here! 2. Roma-Biennale, Berlin
- 2021: St Sara Kali George. Mixed-Media-Installation, Worthing Museum and Art Gallery
- 2020: St Sara Kali George[15] und The Crack Begins Within. 11. Berlin Biennale für zeitgenössische Kunst[11]
- 2019: Futuroma. Roma-Pavillon, 2017: Roma-Pavillon, 2007: Paradise Lost. Erster Roma-Pavillon, Biennale di Venezia
- 2018: Anti. Athens Biennale
- 2017: Critical Contemplations. Tate Gallery of Modern Art, London[16]
- 2015: Project Biennial of Contemporary Art, D-0 ARK Underground, Bosnien-Herzegowina
- 2015: Göteborg International Biennial for Contemporary Art (GIBCA)
- 2014: National Gallery of Zimbabwe, Harare
- 2014: Muzeum Współczesne Wrocław (MWW, Zeitgenössisches Museum Breslau)
- 2014: Bolton Museum and Art Gallery, Bolton
- 2013: Galeria Zachęta, Warschau
- 2012: 9. Gwangju Biennale
- 2012: Gypsy Revolution, 2006: Second Site. Museum of East Anglian Life, Stowmarket, Suffolk
- 2011: Safe European Home?. Wiener Festwochen, Wien, Berlin, Kopenhagen, Dublin, Dresden, Colchester
- 2011: Reconsidering Roma—Aspects of Roma and Sinti Life in Contemporary Art. Kunstquartier Bethanien, Berlin
- 2008: Biennale Cuvee. Offenes Kulturhaus Oberösterreich, Linz
- 2007: Refusing Exclusion, 2005: Outsider Art. Prague Biennale, Prag, Tschechien[5]
- 2006: Outsider Art. Moscow Museum of Outsider Art, Moskau
- 2006, 2004, 2002, 2000: International Festival d’Art Singulier. Roquevaire, Frankreich
- 2005: Raw Vision 50. Serpentine Gallery, London
- 2005: Race, Class, Gender # Character, 1998: Error and Eros: Love Profane and Divine. American Visionary Art Museum, Baltimore, USA
- 2004: 60 Seconds. Darklight Film Festival, Dublin, Irland
- 2000: Elvision 2000. Intuit: The Center for Intuitive and Outsider Art, Chicago, USA
- 1997: International Self Taught/Outsider Art, St Brannocks Gallery, Norfolk[10]